# Ulica Kościuszkowców w Warszawie
Ulica Kościuszkowców – ulica w dzielnicy Wawer w Warszawie.

## Przebieg
Ulica Kościuszkowców jest ważnym ciągiem komunikacyjnym w Wawrze, łącząc Marysin Wawerski z jedną z głównych arterii prowadzących do centrum miasta. Po drodze krzyżuje się m.in. z ul. Korkową, która jest osią Marysina Wawerskiego.
W jej zachodniej części znajduje się cmentarz Ofiar II Wojny Światowej, z kolei w pobliżu skrzyżowania z ul. Korkową kościół św. Feliksa z Kantalicjo.
Ulica na całej długości jest dwukierunkowa i jednojezdniowa, bez wydzielonych pasów do skrętów. Przebiegają przez nią trasy linii komunikacji miejskiej.

## Ważniejsze obiekty
- Las Sobieskiego
- Rezerwat im. Króla Jana Sobieskiego
- Cmentarz Ofiar II Wojny Światowej